# Caledoniscincus auratus
Caledoniscincus auratus — вид сцинкоподібних ящірок родини сцинкових (Scincidae). Ендемік Нової Каледонії.

## Поширення і екологія
Caledoniscincus auratus мешкають на північному заході Нова Каледонія, на рівнинах між річкою Неуе і комуною Пуембу. Вони живуть в лісовій підстилці вологих рівнинних тропічних лісів і склерофільних лісів, на висоті до 300 м над рівнем моря. Ведіть денний, наземний спосіб життя.

## Збереження
МСОП класифікує цей вид як такий, що перебуває під загрозою зникнення. Caledoniscincus auratus загрожує знищення природного середовища та хижацтво з боку інтродукованих щурів, кішок і мурах Wasmannia auropunctata.